# 苯并环丁二烯
苯并环丁二烯（Benzocyclobutadiene）是一种多环芳烃，结构上由苯环与环丁二烯稠合而成，化学式C8H6。因其有一个反芳香性的环丁二烯结构而很不稳定，很容易二聚或多聚，并且在D-A反应中是一个活泼的亲双烯体。